# The Manchester Man
The Manchester Man é um filme mudo britânico de 1920, do gênero drama, dirigido por Bert Wynne e estrelado por Hayford Hobbs, Aileen Bagot e Joan Hestor. Foi uma adaptação do romance homônimo de 1876, da autora Isabella Banks. Segue-se o tempo de vida do Manchester Jazbez Clegg, durante o turbulento século XIX.

## Elenco
- Hayford Hobbs - Jabez Clegg
- Aileen Bagot - Augusta Ashton
- Joan Hestor - Bess Clegg
- Warwick Ward - capitão Aspinall
- A. Harding Steerman - Sr. Ashton
- Dora De Winton - Sra. Ashton
- Hubert Willis - Simon Clegg
- William Burchill - Reverendo Jotty Brooks
- Charles Pelly - Kit
- Cecil Calvert - Homem de negócios